# Consommable

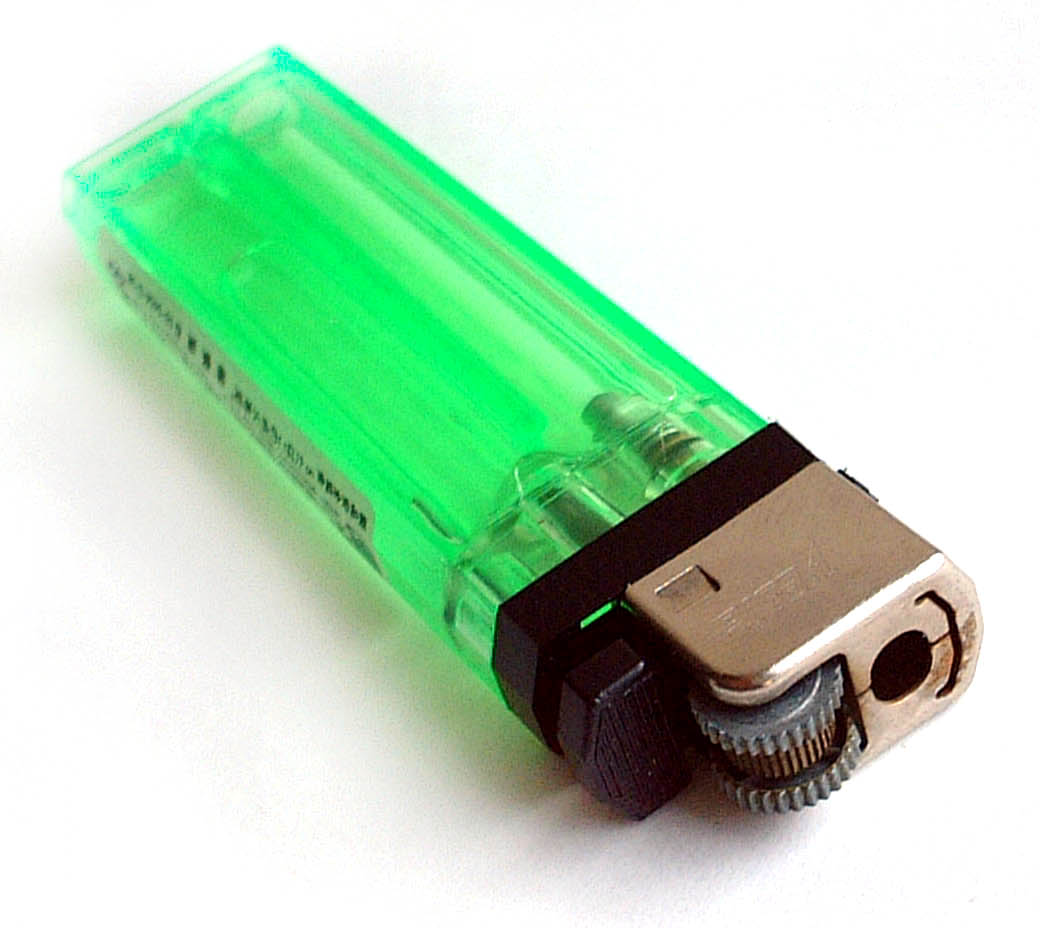
Un briquet.

Un consommable est un bien qui peut être consommé, ce qui le détruit ou le dénature par l'usage qui en est fait, le rendant impropre à la consommation.
Les consommables sont les ressources nécessaires au fonctionnement d'une entreprise, d'un système ou d'un processus (dans le domaine de la gestion de la qualité). Les consommables ne sont pas intégrés dans le produit fini, quand il y en a un. S'ils sont intégrés, c'est de façon généralement accessoire (par exemple, un peu d'huile dans un engrenage, ou une marque d'encre sur un dispositif pour signifier un contrôle).
N'étant pas considérés comme des composants ou des matières premières intégrés dans le produit, les consommables ne font généralement pas partie de la nomenclature qui décrit avec précision la quantité de ces composants et matières premières dans le produit fini. La prévision d'utilisation n'est généralement pas directement liée à la quantité produite.
Les achats de ces consommables sont souvent basés sur une observation de la variation des stocks, ou sur une estimation statistique des consommations.

## Exemples
- Énergies : électricité, gaz, air comprimé…
- Ressources naturelles : eau, gaz…
- Informatique : cartouches d'encre…
- Papeteries : papier, stylos, agrafes…
- Industrie : colle, fil de soudure, ruban adhésif…
- Équipements de protection individuels (EPI).